# Area marina protetta Isola di Ustica

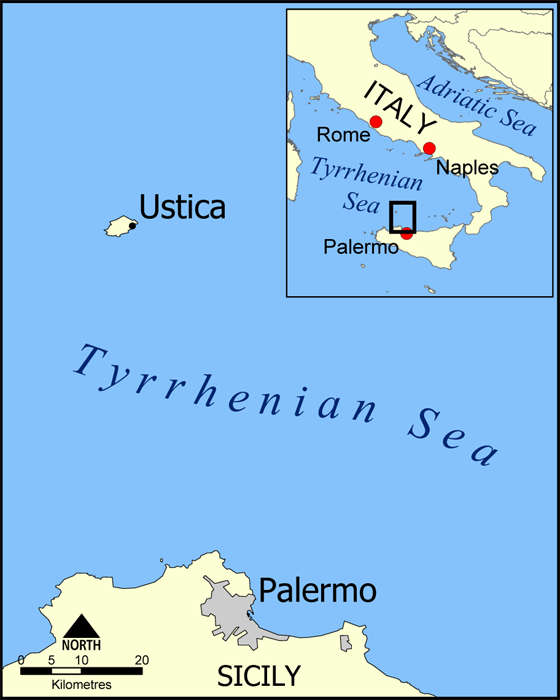
Lage von Ustica

Area marina protetta ist ein Unterwassernaturschutzgebiet der Insel Ustica, die nördlich von Sizilien im Tyrrhenischen Meer liegt und zur Metropolitanstadt Palermo gehört. 
In den klaren Gewässern der Insel leben zahlreiche Fischarten, vor allem Thun- und Schwertfische, Barsche und Brassen, des Weiteren Schildkröten und Langusten. Auf dem unebenen Meeresgrund und in den Unterwasserhöhlen gedeiht eine artenreiche Algenvegetation. Dazu zählen auch endemische Algenarten wie die Laminariaalge. 
Auf Grund der einzigartigen Unterwasserwelt findet auf Ustica seit 1959 jedes Jahr eine internationale Ausstellung für Wassersport statt. 1984 wurde eine Akademie für Unterwasserwissenschaften und -techniken eingerichtet. 1986 stellte man die Gewässer der Insel zum Schutz der Unterwasserwelt unter strengen Naturschutz. Das Naturschutzgebiet hat eine Fläche von  15.736,63 ha.